# Vila do Conde
Vila do Conde là một huyện thuộc tỉnh Porto, Bồ Đào Nha. Huyện này có diện tích 149 km², dân số thời điểm năm 2001 là 74391 người.